# Diervilla rivularis
Diervilla rivularis är en tvåhjärtbladig växtart som beskrevs av Gattinger. Diervilla rivularis ingår i släktet getris (släktet), och familjen Diervillaceae. Inga underarter finns listade i Catalogue of Life.

## Bildgalleri

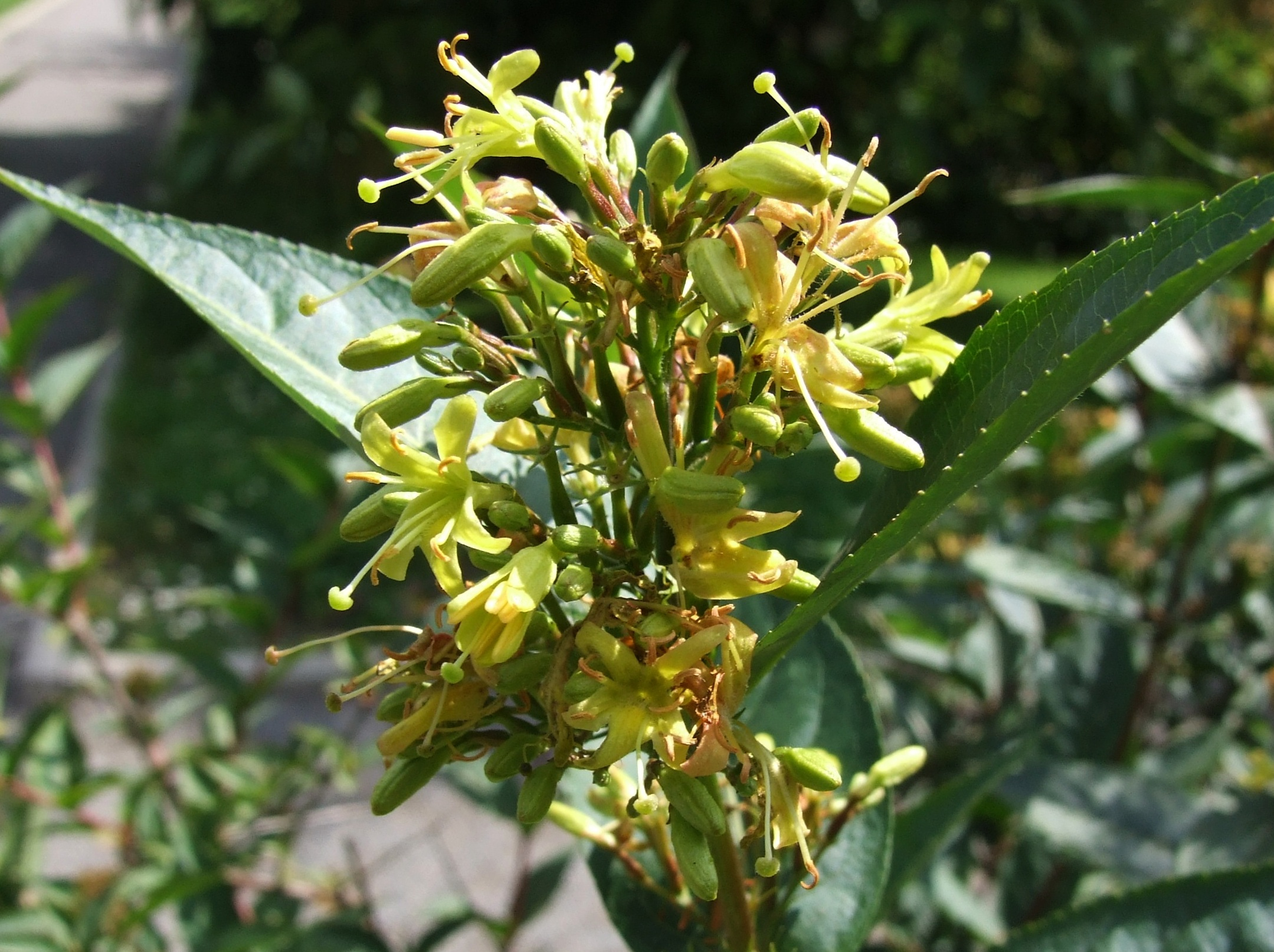